# Вежбиця (Сілезьке воєводство)
Вежбиця (пол. Wierzbica) — село в Польщі, у гміні Пілиця Заверцянського повіту Сілезького воєводства.
Населення — 338 осіб (2011).
У 1975-1998 роках село належало до Катовицького воєводства.

## Демографія
Демографічна структура станом на 31 березня 2011 року:
|          | Загалом | Допрацездатний вік | Працездатний вік | Постпрацездатний вік |
| -------- | ------- | ------------------ | ---------------- | -------------------- |
| Чоловіки | 167     | 43                 | 103              | 21                   |
| Жінки    | 171     | 41                 | 91               | 39                   |
| Разом    | 338     | 84                 | 194              | 60                   |